# La guerra dei sessi - Think Like a Man Too
La guerra dei sessi - Think Like a Man Too (Think Like a Man Too) è un film del 2014 diretto da Tim Story, sequel del film del 2012 Think Like a Man tratto dall'omonimo libro di Steve Harvey.

## Trama
Le coppie protagoniste del primo film decidono di tornare a Las Vegas per celebrare il matrimonio di una di loro, ma quello che avrebbe dovuto essere per tutti un weekend romantico si trasforma in una catastrofe quando una serie di disavventure trasformeranno gli addii al celibato e al nubilato in una susseguirsi di malintesi ed equivoci.

## Distribuzione
Il film è stato distribuito nelle sale cinematografiche statunitensi il 20 giugno 2014. In Italia è stato distribuito direttamente per il mercato home video.